# Domifen
El domifen, en su forma de bromuro, es un compuesto de amonio cuaternario usado como antiséptico, con olor suave pero sabor amargo.

## Usos
Como antiséptico, ha sido empleado en cirugía dental con el beneficio añadido de una sanación rápida cuando se usa concomitantemente a un antibiótico. Así mismo, con un antibiótico de elección, el domifen ayuda a que el dolor y la inflamación remitan en poco tiempo, aunque existe un estudio que menciona que la tolerabilidad y efectividad del domifen es buena aun y si no se usa con antibióticos.
El domifen se usa en enjuagues bucales como antimicrobiano pero siempre es necesario combinar la higiene bucal con el uso del cepillado con pasta dental. La principal ventaja es la disminución de la gingivitis, además de prevenir su formación.

## Modo de acción
Se ha sugerido que el domifen actúa de manera no competitiva promoviendo la hidrólisis de enzimas bacterianas evitando así su proliferación.
La forma farmacéutica de pastillas, son para ser chupadas, no tragadas, para que la sustancia esté en contacto con la herida bucal.